# Жювина
Жювина́ (фр. и окс. Juvinas) — коммуна во Франции, находится в регионе Рона — Альпы. Департамент коммуны — Ардеш. Входит в состав кантона Антрег-сюр-Волан. Округ коммуны — Ларжантьер.
Код INSEE коммуны — 07111.

## Население
Население коммуны на 2008 год составляло 161 человек.
| 1962 | 1968 | 1975 | 1982 | 1990 | 1999 | 2008 |
| ---- | ---- | ---- | ---- | ---- | ---- | ---- |
| 159  | 181  | 144  | 138  | 153  | 149  | 161  |

## Экономика

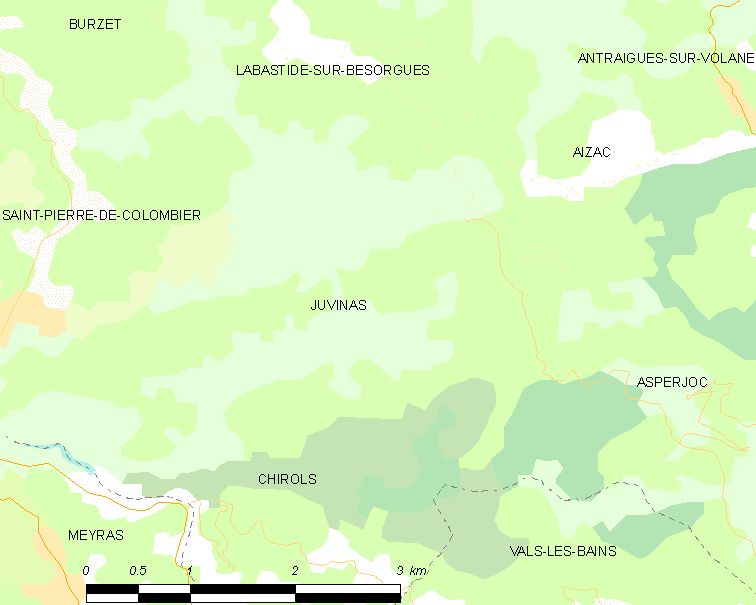
Карта коммуны

В 2007 году среди 109 человек в трудоспособном возрасте (15—64 лет) 72 были экономически активными, 37 — неактивными (показатель активности — 66,1 %, в 1999 году было 71,0 %). Из 72 активных работали 58 человек (32 мужчины и 26 женщин), безработных было 14 (6 мужчин и 8 женщин). Среди 37 неактивных 3 человека были учениками или студентами, 27 — пенсионерами, 7 были неактивными по другим причинам.